# Kofi Yamgnane
Cet article possède un paronyme, voir Kofi Annan.
Kofi Yamgnane, né le 11 octobre 1945 à Bassar (Togo), est un homme politique franco-togolais.
Il est secrétaire d'État chargé de l'Intégration auprès du ministre des Affaires sociales et de l'Intégration de 1991 à 1993, conseiller régional de Bretagne de 1992 à 1997 et député socialiste du Finistère lors de la XIe législature de 1997 à 2002. Il présente sa candidature aux élections présidentielles togolaises de 2005 et de 2010 mais celle-ci est rejetée par la cour constitutionnelle en raison d'un « doute sur son identité », car ses documents d'état civil mentionnaient deux dates de naissance différentes, à savoir les 11 octobre 1945 et 31 décembre 1945.

## Biographie

### Vie privée et parcours professionnel
Kofi Yamgnane est né à Bassar, au Togo. Enfant doué, il est repéré par un père missionnaire. Il part faire ses classes préparatoires en Bretagne. Il obtient une licence en mathématiques en 1969 à l'Université de Bretagne occidentale à Brest. 
En 1973, il devient ingénieur à la direction départementale de l'équipement (DDE) de Quimper. 
Il obtient la nationalité française en 1975 et possède depuis la double nationalité. 
Il étudie à l'école des mines de Nancy de 1979 à 1981. 
Il est marié avec Anne-Marie, une Bretonne professeur de mathématiques. Ils ont deux enfants :
- Amina, gynécologue obstétricienne, qui a été candidate en 2008 aux élections municipales dans le 7e arrondissement de Paris[1] et est aujourd'hui chef de service de la maternité de l'hôpital américain de Paris.
- Kwame, ingénieur en informatique et directeur général adjoint de l'école 42[5].

### Carrière politique

#### En France
En 1983, à l'âge de 37 ans, il est élu, avec le meilleur score, conseiller municipal à Saint-Coulitz, une commune du Finistère. Il restera dans l'opposition faute de majorité.
Il adhère au Parti socialiste et commence une carrière politique locale en Bretagne à Saint-Coulitz.
Le 20 mars 1989, il est élu maire de Saint-Coulitz,, devenant l'un des premiers maires noirs de France, après notamment Severiano de Heredia ou Raphaël Élizé.
Son élection déchaîne dans certains milieux un torrent de haine. Des habitants de Saint-Coulitz reçoivent des lettres d'insulte, par exemple ce message : « Les Bretons sont-ils à ce point tarés, dégénéré, alcooliques pour ne trouver qu'un nègre à élire ? ».
D'autres lui sont directement adressées.  Il publiera en 2021 sous le titre Mémoires d'Outre-haine un recueil d'une parties de ces lettres d'insulte accumulées au fil des années, dans un plaidoyer contre la haine raciale
Durant son mandat de maire, il met en place une consultation des citoyens en référence à "l'arbre à palabre", tradition africaine.
En 1990, il est désigné « Breton de l'année » par Armor Magazine.
En 1991, il est nommé secrétaire d'État dans le gouvernement Édith Cresson, puis en 1992 dans le gouvernement Bérégovoy.
Au PS, après avoir été membre du Cerés, il rejoint le courant animé par Laurent Fabius et devient vice-président de la Fédération nationale des élus socialistes et républicains (FNESR).
En 1993, il entre au Conseil national du Parti socialiste.
Entre 1992 et 1997, il est conseiller régional de Bretagne.
En 1994, il devient conseiller général du Finistère puis en 1997, il est élu député, siège qu'il ne retrouve pas en 2002, battu par Christian Ménard (UMP). En 2001, il est réélu conseiller général du Finistère et devient vice-président de l’Assemblée départementale, chargé des politiques de l’eau.
En octobre 2007, il annonce ne pas se représenter au terme de son mandat de conseiller général et pose sa candidature pour conduire une liste pour les élections sénatoriales dans le Finistère.
Le 20 janvier 2008, Brice Hortefeux, ministre de l'Immigration, de l'Intégration, de l'Identité nationale et du Codéveloppement, annonce la création d'une commission chargée de réfléchir sur les questions constitutionnelles posées par la politique des quotas d'immigrés et dont Kofi Yamgnane serait membre.

#### Son rôle au Togo
De 1991 à 2000, Kofi Yamgnane effectue plusieurs missions de conciliation auprès du pouvoir togolais. 
En 2003, la crise togolaise atteint le seuil de l’intolérable avec la manipulation de la Constitution de 1992, dont l’objectif était de faire de Gnassingbé Eyadema un président à vie. Il réagit vivement et se brouille définitivement avec ce dernier. Il est alors déclaré « persona non grata » dans son propre pays, où il ne reviendra qu’en 2008. Depuis, il y réside comme tout citoyen.
En 2005, après la mort du président Gnassingbé Eyadema, il déclare vouloir se porter candidat à l'élection présidentielle. Le 3 mars, il annonce sa candidature à l’élection présidentielle du Togo, pour finalement se retirer de la course à la fin du mois en raison de la législation électorale de ce pays. Il soutient ensuite le candidat unique de l'opposition et dénonce les truquages des élections du 24 avril 2005, appelant la communauté internationale « à refuser toute reconnaissance du régime illégitime installé à Lomé » : « Le coup d’État perpétré le 5 février 2005 au Togo à la suite de la mort du président Gnassingbé Eyadéma a trouvé son habillage légal dans la mascarade électorale du 24 avril dernier». 
Il a tenu de mai 2005 à février 2008 un blog, « Sursaut Togo ! », uniquement consacré à la politique togolaise.
En 2009, il a annonce officiellement sa candidature à l'élection togolaise de 2010. Il fait campagne dans le pays malgré le manque de moyens et les difficultés créées par le régime en place (interdiction de tenir des meetings, pas d'accès aux chaînes de télévision, obligation de renoncer à sa nationalité française, etc.). Dans l'impossibilité de se présenter, il devient porte-parole du FRAC (Front républicain pour l'alternance au Togo), coalition dont Jean-Pierre Fabre est le candidat. Il se déclare de nouveau candidat au scrutin de 2015 mais il ne se présente pas.

### Démêlés judiciaires
En 2014, Kofi Yamgnane est mis en examen pour trafic d’influence. Il est soupçonné d'avoir intercédé en faveur de la régularisation de deux Marocaines, en collaborant avec Christophe Rocancourt « l’escroc des stars » et avec Christian Prouteau, après avoir reçu 3 000 euros en liquide,. En décembre 2022, il est condamné à 18 mois de prison avec sursis et 5 000 euros d'amende, assortis d'une peine d'inéligibilité de cinq ans,.

## Décorations et distinctions
- Commandeur de la Légion d'honneur (2013)[21] (chevalier 1994 ; officier 2008)
- Chevalier commandeur de l'Ordre de l'Empire britannique (KBE, 1992)
- Breton de l’année 1990 (Armor magazine)
- Prix de l'humour politique (1992) pour s'être qualifié de « Breton d'après la marée noire ».

## Synthèse des mandats et fonctions
- 1983 - 1989 : Conseiller municipal à Saint-Coulitz.
- 1989 - 2001 : Maire de Saint-Coulitz.
- 18/05/1991 au 02/04/1992 : Secrétaire d'État aux Affaires sociales et à l'intégration (auprès du ministre des Affaires sociales et de l'intégration)[12] (Gouvernement Édith Cresson)
- 05/04/1992 au 29/03/1993 : Secrétaire d'État à l'Intégration (auprès du ministre des Affaires sociales et de l'intégration) (Gouvernement Pierre Bérégovoy)
- 1992 - 1997 : Conseiller régional de Bretagne
- 1994 - 2008 : Conseiller général du Finistère (canton de Châteaulin)
- 1997 - 2002 : Député de la Sixième circonscription du Finistère

Président d'honneur d'une association humanitaire, humaniste et culturelle qu'il a créée en 1992 : "La Palabre" .

## Œuvres
- 1993 - Droits, devoirs et crocodile, éd. Laffont
- 1996 - Combattre le Front national, ouvrage collectif, éd. Vinci
- 2002 - Europe Afrique, nous grandirons ensemble, éd. Laffont
- 2013 - Afrique, introuvable démocratie, éd. Dialogues
- 2021 - Mémoires d'outre-haine, éd. Locus Solus, 2021,  (ISBN 978-2-36833-320-4).